# Клейн, Роберт (искусствовед)
Роберт Клейн (1918, г. Тимишоара, Румыния — 21.04.1967, Сеттиньяно, Флоренция, самоубийство) — французский историк искусства.
В 1936—1937 гг. учился медицине в Клужском университете (Румыния), в 1937-8 гг. учился философии в немецком университете в Праге, в 1938-9 гг. учился в Бухарестском университете. Служил в Румынской армии, однако после присоединения Румынии к странам «оси» как еврей был направлен на принудительные трудовые работы, освобождён после переворота в 1944 году. Окончил Бухарестский университет по философии уже после войны в 1947 году. Затем попал на учёбу в Париж.
В 1948 году объявил себя политическим беженцем и был лишён румынского гражданства, при этом также, по обращению Румынии, был лишён стипендии во Франции.
В 1953 году окончил Сорбонну по эстетике. Учился у Этьена Сурио.
В 1959 году окончил EPHE, работа по Ломаццо.
В 1954-58 гг. секретарь Огюстена Реноде. Сотрудничал с Андре Шастелем, ставшим его другом.
В 1962-5 гг. сотрудник CNRS. В 1966/7 году профессор истории искусств в Монреальском университете.
Покончил с собой.